# Андріїв Богдан Євстафійович
Андріїв Богдан Євстафійович (нар. 12 серпня 1969, с. Конюхів, Стрийський район, Львівська область, УРСР) — український політик, з 16 листопада 2015 року міський голова Ужгорода.
Кандидат у народні депутати від «Опозиційного блоку» на виборах 2019 року, член проросійської партії «Довіряй ділам». Колишній член Партії регіонів.

## Життєпис

### Освіта
- 1986 року закінчив Дулібську середню школу.
- Одеську національну академію харчових технологій (обладнання харчових виробництв)
- Київський університет права (правознавство)

### Трудова діяльність
Трудову діяльність розпочав на посаді медпрацівника Стрийської районної лікарні.
1987—1989 — проходив строкову службу в ЗС СРСР.
З грудня 1989 року по червень 1995 року навчався в Одеському технологічному інституті харчової промисловості за спеціальністю «Обладнання харчових виробництв» (інженер-механік).
2014 — закінчив Київський університет права за спеціальністю «Правознавство» (юрист).
1995—1996 — спеціаліст та начальник відділу в Закарпатському центрі сертифікатних аукціонів, працював медпрацівником Стрийської лікарні.
З листопада 1996 року по листопад 2004 — працював на Карпатській регіональній митниці. Старший інспектор, головний інспектор та начальник відділу по боротьбі з контрабандою та порушеннями митних правил.
З листопада 2014 року по листопад 2015 року — секретар Ужгородської міськради.
20 листопада 2014 — 15 листопада — в.о. мера Ужгорода, з 16 листопада 2015 — Ужгородський міський голова. 2017 році — до 20-ки мерів-інноваторів спільного проєкту «Української правди» та Міжнародного саміту мерів.
В січні 2017 року — підозрювався в вимаганні хабаря першим заступником Андріїв Іштваном Цапом, прокуратура та СБУ провели обшук в кабінеті Андріїва.
2018 року в Ужгороді впроваджено міський комунальний транспорт, закуплено сучасні автобуси великої пасажиромісткості з місцями для людей з інвалідністю.
2018 — проти Андріїва порушено кримінальну справу щодо розкрадання 4,6 млн грн під час реконструкції культурно-історичного центру «Совине гніздо» та участь у підробці документів. Його було заарештовано на 2 місяці. Тодішній голова Закарпатської ОДА Геннадій Москаль висловив готовність взяти Андріїва на поруки. Сплативши заставу в 440 тис. грн, Богдан вийшов на свободу.

## Політика
- 2010 — депутат Ужгородської міськради від Партії регіонів.
- 2015 — міський голова Ужгороду від партії «Відродження».
- 2006 — депутат міськради Ужгороду
- 2019 року — кандидат до Верховної ради від «Опозиційного блоку» (№ 7 у списку). Того ж року вступив до партії «Довіряй ділам», якою керують проросійські політики Геннадій Труханов та Геннадій Кернес.

## Власність
- Власник 4-х квартир у Києві[14].